# Rastellus kariba
Rastellus kariba är en spindelart som beskrevs av Norman I. Platnick och Griffin 1990. Rastellus kariba ingår i släktet Rastellus och familjen Ammoxenidae.
Artens utbredningsområde är Zimbabwe. Inga underarter finns listade i Catalogue of Life.